# USENIX

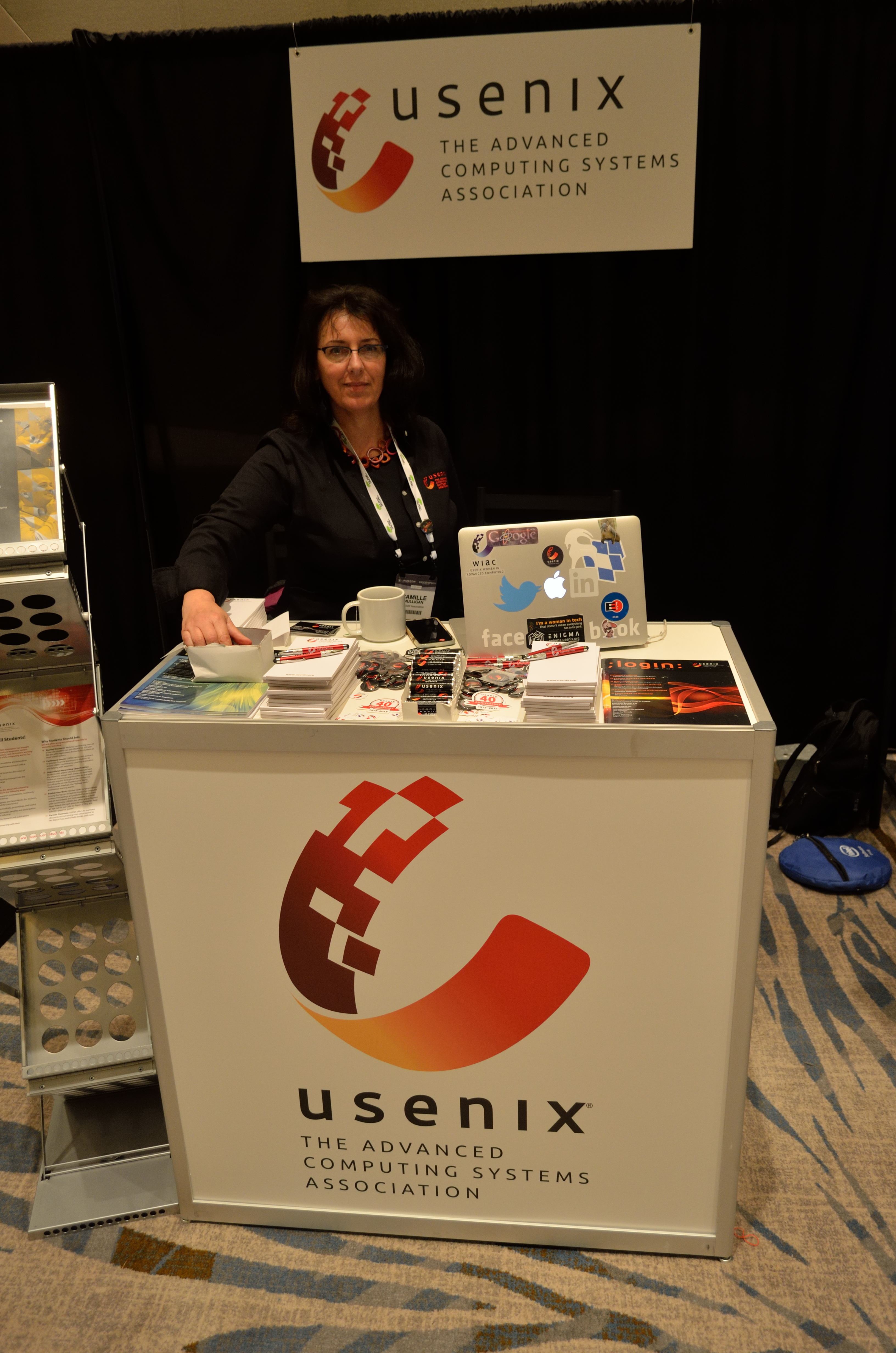
2016년의 리눅스콘(Linuxcon) USENIX 부스

USENIX 협회는 고급 컴퓨팅 시스템스 협회(Advanced Computing Systems Association)이다. 1975년 유닉스 유저스 그룹(Unix Users Group)이라는 이름으로 설립되었으며 유닉스 및 유사 시스템의 연구 및 개발을 주 목표로 하고 있다. 1977년 6월 AT&T 코퍼레이션의 변호사는 웨스턴 일렉트릭(1995년까지 AT&T의 제조공장)의 상표라는 이유로 UNIX라는 단어를 사용할 수 없다고 그룹에 알렸으며 이로 인해 사명을 USENIX로 변경하기에 이르렀다. 그 뒤로 여러 실천가, 개발자, 더 일반적으로는 컴퓨터 운영 체제 연구가들 사이에 높이 평가되는 단체로 성장하였다. 설립 이래로 ;login:이라는 이름의 기술 잡지를 출판해오고 있다.
USENIX는 기술 조직으로서 출발하였다. 상업적인 관심이 증대되자 수많은 개개의 그룹들이 병렬로 등장하였으며 그 중 눈에 띄는 단체로는 유닉스 계열 도구와 인터페이스를 유닉스가 아닌 운영 체제에 기술적으로 접목시키고자 하는 STUG(Software Tools Users Group), 또 상업 지향 사용자 그룹 /usr/group이 있다.
USENIX는 시스템 관리자, LISA(과거 이름: SAGE)의 특별 관심 그룹이다.
USENIX의 설립 의장은 Lou Katz이다.

## 오픈 액세스
USENIX는 2008년 자사의 콘퍼런스와 워크숍 논문에 오픈 액세스를 제공한 최초의 컴퓨팅 협회이다. 2013년 기준으로 이와 같은 일을 수행한 유일한 기업으로 남아있다. 2011년 이후로 자사의 오픈 액세스 자료의 종이 형태의 문헌들에 대한 소리/영상본을 포함시키고 있다.

## USENIX 생애 공로상
"플레임"(Flame)상이라고도 불리는 이 상은 1993년부터 수여되고 있다.
- 2018 에디 콜러
- 2014 en:Thomas E. Anderson
- 2012 John Mashey
- 2011 en:Dan Geer
- 2010 워드 커닝햄
- 2009 en:Gerald J. Popek
- 2008 앤드루 타넨바움
- 2007 Peter Honeyman
- 2006 래디아 펄먼
- 2005 마이클 스톤브레이커
- 2004 en:M. Douglas McIlroy
- 2003 Rick Adams
- 2002 제임스 고슬링
- 2001 The GNU 프로젝트 and all its contributors
- 2000 en:W. Richard Stevens
- 1999 "The X 윈도 시스템 Community at Large"
- 1998 팀 버너스리
- 1997 브라이언 커니핸
- 1996 The Software Tools Users Group (Dennis E. Hall, Deborah Scherrer, Joe Sventek)
- 1995 The Creation of 유즈넷 by Jim Ellis, en:Steven M. Bellovin, and en:Tom Truscott
- 1994 Networking Technologies
- 1993 BSD

## 같이 보기
- AUUG
- 유닉스